# Téléphérique du Mont-Revard
Le téléphérique du Mont-Revard était un téléphérique de France situé sur la commune de Mouxy en Savoie, près d'Aix-les-Bains. Il permettait de gagner le mont Revard en remplacement d'un chemin de fer à crémaillère fermé en 1937. Avec ses 1 600 mètres de portée unique, il est alors considéré comme le plus puissant téléphérique du monde,,. Il fonctionne de 1935 à 1969, puis les câbles et les cabines sont démontés en 1977. Seules les gares aval et amont sont encore en place aujourd'hui.

## Exploitation
Le chemin de fer à crémaillère est démantelé et remplacé par un téléphérique au cours de l'année 1935 : l'appareil est inauguré une première fois le 23 octobre et plus officiellement le 2 novembre, bien qu'il ne soit pas encore totalement achevé. Son service commercial ouvre le 29 décembre.
Conçu par l'ingénieur André Rebuffel, il est construit en moins d'un an par l'entreprise Édouard Pellerin. Il relie Mouxy (au lieu-dit les Mentens) au sommet du mont Revard en moins de 7 minutes, grâce à deux cabines pouvant accueillir 40 passagers à une vitesse de 4,5 m/s (16,2 km/h). Il permet de s’affranchir des problèmes de déneigement et d’augmenter le débit à 300 voyageurs par heure.
Le téléphérique du Mont-Revard illustre les progrès réalisés dans les années 1930 concernant le transport par câble, qui se caractérisent par des lignes aériennes sans pylône et aux portées conséquentes. On peut citer le téléphérique du Brévent à Chamonix (1930), celui du Salève près de la frontière franco-suisse (1932), celui du Mont-Veyrier au-dessus du lac d'Annecy (1934) ou du Béout à Lourdes (1934). 
Avec plus de 1 600 mètres de portée unique et 845 mètres de dénivelé, un nouveau record est établi dans le domaine : la presse le décrit alors comme le « téléphérique le plus puissant du monde »,,,.

## Ouvrages
La gare des Mentens est conçue en béton brut, dans un style art déco classique des années 1930, conçue par les architectes Charles et Laurent Pierron. Elle fait office de station motrice et abrite les contrepoids des deux câbles porteurs. 
Quant à la gare d'arrivée, elle est construite au bord de la falaise et à proximité des différentes infrastructures du site (restaurant panoramique, hôtels, patinoire, téléski en hiver).

## Projets et fermeture

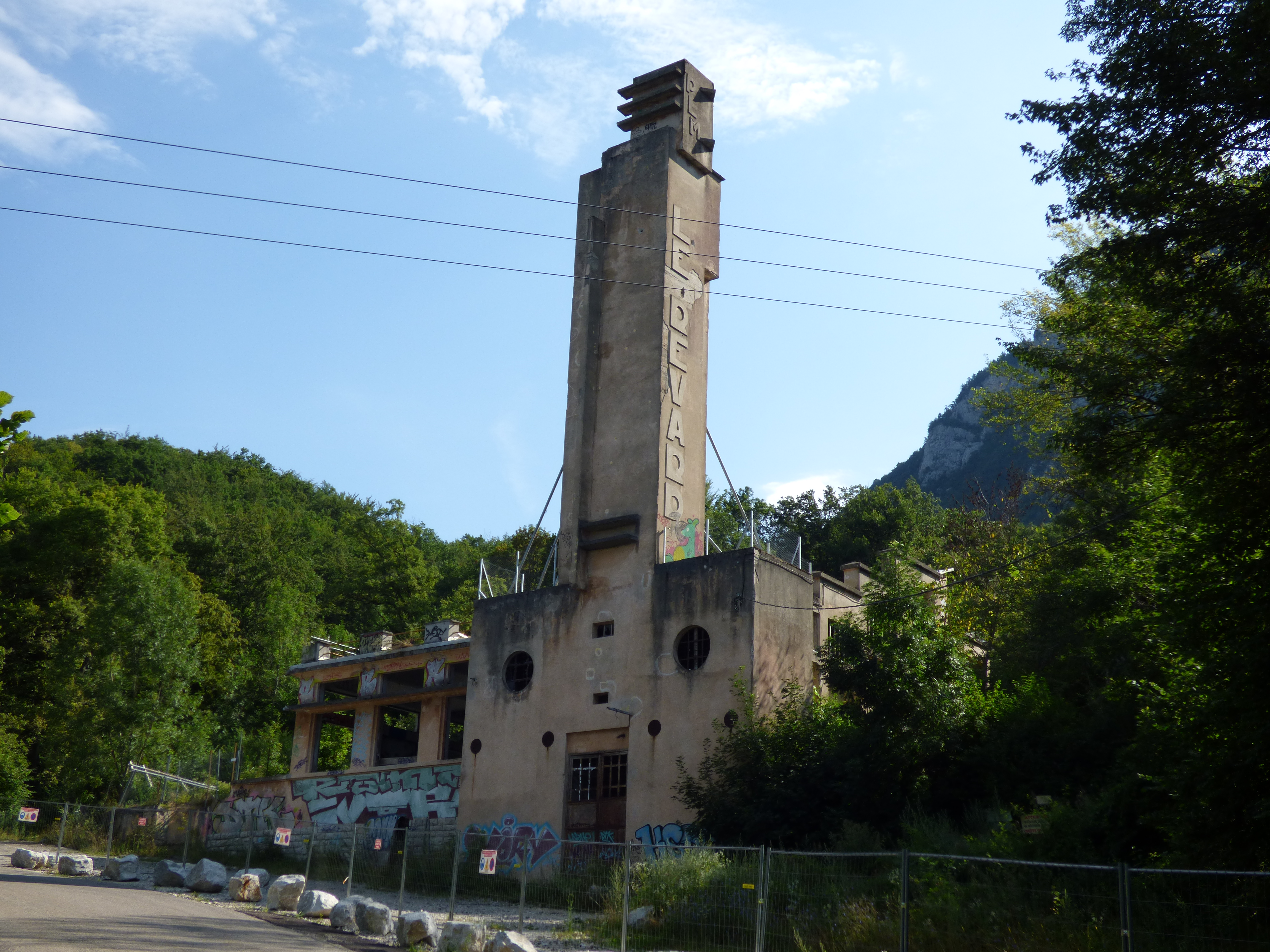
La station de départ du téléphérique du Mont-Revard en 2016, aux Mentens, près de Mouxy, Savoie.

Pour éviter cette rupture de charge, il est prévu dans le rapport de 1935 du Conseil général autorisant la construction du téléphérique, un tronçon aval reliant directement Aix-les-Bains aux Mentens « lorsque les recettes sur le téléphérique atteindront une somme déterminée ». L'idée perdure jusque dans les années 1950 mais finalement abandonnée sous la pression des hôteliers. 
Un service de cars fait la connexion mais la distance éloignée de la ville, ainsi que le développement de l'automobile entraînent son délaissement progressif. Du fait de difficultés économiques, le service du téléphérique est même suspendu en 1967. Si le syndicat intercommunal obtient une reprise de l'exploitation, le téléphérique est arrêté définitivement en avril 1969.
Le câble tracteur se révèle usé et rompt en 1969 à une quinzaine de mètres seulement de l'arrivée, sans toutefois créer d'accident ; face aux coûts engendrés de réparation et de mise au norme, le service prend fin la même année. Les cabines restent durant une période suspendues aux câbles, avant d'être déposées en station puis démantelées dans les années 1980. Toutefois, l'idée de relier Aix-les-Bains au Revard perdure jusque dans les années 1980,,,,.
Comme le souligne François Fouger, chercheur à l’Inventaire du Patrimoine et administrateur de la Société d’Art et d’Histoire d’Aix-les-Bains, la crémaillère « fut l’instrument qui conditionna la création et le développement de la station du Revard. Mais l’importance prise par le tourisme, le nombre toujours croissant de curistes, le manque de prospective à long terme et surtout l’absence de modernisation ont eu raison du petit train, comme ils ont eu raison du téléphérique trente ans plus tard.. »
La gare de départ, ne faisant l'objet d'aucune classification patrimoniale, est aujourd'hui à l'abandon et dans un état de délabrement avancé ; le parasol a été démoli dans les années 2010.